# Stracilla abyssinica
Stracilla abyssinica är en fjärilsart som beskrevs av Erich Martin Hering 1926. Stracilla abyssinica ingår i släktet Stracilla och familjen tofsspinnare. Inga underarter finns listade i Catalogue of Life.